# 小行星2613
小行星2613（2613 Plzen）是一颗围绕太阳公转的小行星。1979年8月30日，拉迪斯拉夫·布羅傑克在克萊季发现了此天体。
該小行星以布羅傑克的故鄉，捷克的城市比尔森命名。
这颗小行星的绝对星等为191.66752等。